# 進藤甲兵

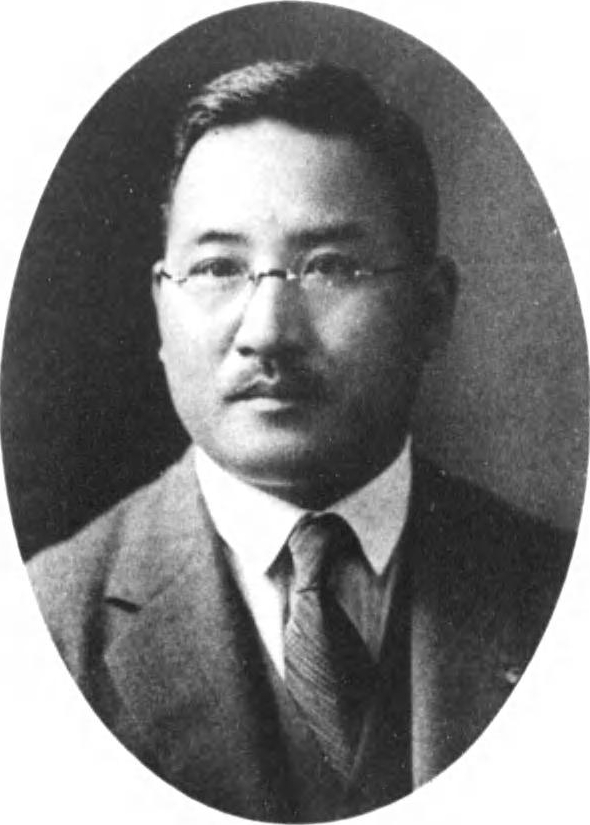
進藤甲兵

進藤 甲兵（しんどう こうへい、1884年（明治17年）10月2日 - 1942年（昭和17年）1月25日）は、大正から昭和初期にかけて活動した日本の実業家。東邦電力常務や九州鉄道（現・西日本鉄道）社長などを務めた。山梨県出身。

## 経歴

### 東京電灯から九州へ
進藤甲兵は1884年（明治17年）10月2日、山梨県北巨摩郡小淵沢村（現・北杜市）にて進藤利貞の次男として生まれた。はじめ「広平」と名乗っていたが、1913年（大正2年）分家とともに「甲兵」に改めている。生家の進藤家は土地の名家で、甲兵が生まれた当時はアメリカの商社の特約店として肥料商を営んでおり、裕福な家であった。兄の長重は陸軍士官学校を卒業して陸軍軍人となったが、日露戦争中の1904年（明治37年）に南山の戦いで戦死した。また姉のしは分家筋の進藤東一郎に嫁いでおり、その長男（甲兵から見ると甥）に後年水資源開発公団総裁などを歴任する進藤武左ヱ門（1896 - 1981年）がいる。
はじめ政治家を志し1906年（明治39年）に中央大学法律科を卒業したものの、政界入りが果たせず同年10月東京の電力会社東京電灯に入社した。まず電気課、次いで倉庫課に配属され、その働きぶりから上司名取和作の信任を得たというが、同僚との軋轢から1909年（明治42年）11月に退職した。退職後は一時両国橋駅（現・両国駅）で駅夫として勤めるが、翌1910年（明治43年）4月、名取の取り成しによって福澤桃介が関係する愛知県の電力会社名古屋電灯に入社。社業の改善・拡大を目的に新設された調査課の課長に納まった。
1910年12月、名古屋から九州に赴任し、同じく福澤が関連する佐賀県の電力会社九州電気へ転属、同社調査課長に就任する。帳簿の整理や職制の制定に携わった後、翌1911年（明治44年）4月営業部長に転じ、1912年（明治45年）6月に九州電気と福岡県の電力会社博多電灯軌道が合併して九州電灯鉄道が発足すると同社佐賀支社の営業課長兼倉庫課長となった。1913年（大正2年）11月には本社監理課長に就任、同年に行われた群小事業者の合併に伴う社務の改革に従事した。
1917年（大正6年）九州電灯鉄道長崎支店長となり、1919年（大正8年）4月本社に戻って営業課長に進んだ。当時の九州電灯鉄道の幹部は、社長伊丹弥太郎、常務取締役松永安左エ門・田中徳次郎、支配人桜木亮三、副支配人竹岡陽一といった顔ぶれであった。

### 東邦電力常務へ

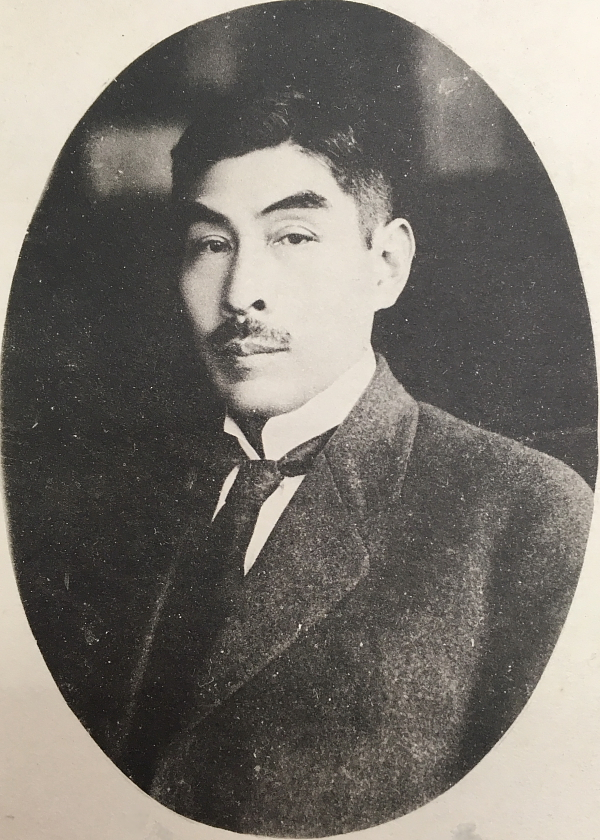
東邦電力を主宰した松永安左エ門

1921年（大正10年）12月、九州電灯鉄道の役員のうち伊丹と松永は、福澤桃介が経営していた関西電気（旧・名古屋電灯）の役員にも就任し、それぞれ社長・副社長となった。翌1922年（大正11年）5月、この関西電気と九州電灯鉄道の合併が成立。6月に関西電気が社名を変更したことで、資本金1億円超の大手電力会社東邦電力株式会社が発足した。進藤は発足とともにこの東邦電力に移っている。
東邦電力は発足間もない1922年6月、自社電源の増強を目的として飛騨川に水利権を持つ王子製紙系の岐阜興業を傘下に収め、社名を岐阜電力株式会社とした。岐阜電力の役員は代表取締役の成瀬正行をはじめ東邦電力から派遣されたが、進藤もその一人であり常務取締役に就任する。同年11月、同社によって七宗発電所の工事が始まり、東邦電力の飛騨川開発が始まった。
工事中の1924年（大正13年）3月から8月にかけて、岐阜電力常務として甥の武左ヱ門（当時東邦電力技師補）を帯同してアメリカ合衆国を視察した。目的は、当時東邦電力が東部電力・新潟電力など各地の電力会社の株式を買収して傘下に収めていたことから、サブシディアリー・カンパニー（subsidiary company、子会社）の統御方法を研究することにあった。滞米中はボストンのストーン・アンド・ウェブスターに出入りしその経営方法と子会社の統御方法を調査した。最後に各地の発電所やゼネラル・エレクトリック (GE) やウェスティングハウス・エレクトリックの工場などを回って帰国。武左ヱ門によると進藤が記した報告書は調査を命じた松永に喜ばれたという。
東邦電力は1923年の関東大震災を機に東京進出を目論み、その足がかりとして早川電力と群馬電力の2社を傘下に収めていたが、次いで両社の合併を主導して1925年（大正14年）3月に東京電力株式会社を設立した。設立とともに進藤は岐阜電力から転じて東京電力常務取締役に就任する。設立時、同社の重役は社長田島達策（群馬電力社長）、副社長松永安左エ門、専務宮口竹雄（群馬電力）、常務進藤甲兵・結城安次（早川電力）という陣容であったが、経営の実権は松永をはじめ東邦電力系重役にあり、とりわけ進藤は営業部長として第一線に立つことになった。東京電力は設立直後から積極経営でその陣容を整え、1927年（昭和2年）1月を期して東京電灯の牙城である東京市内およびその郊外に広がる工業地帯への電力供給を開始、同社との間で大口需要家を争奪する激しい「電力戦」を展開した。
東京電力対東京電灯の「電力戦」はその行く末を危惧した金融機関関係者の調停によって終戦となり、1928年（昭和3年）4月、東京電力は東京電灯に合併された。合併に際して東邦電力は進藤を東京電灯に引き継ぐよう要求したが実現していない。なお甥の武左ヱ門は東邦電力から東京電力に出向していたが、進藤の厳命により東京電灯に移り、後に同社取締役営業部次長まで昇進している。一方進藤本人は、1928年5月、東邦電力の関西駐在常務取締役に就任した。東邦電力の事業地域は名古屋を中心とする中京地方（関西区域と称した）と九州地方の2つに分かれており、関西駐在の役員として名古屋に常駐することとなった。

### 九州鉄道社長就任

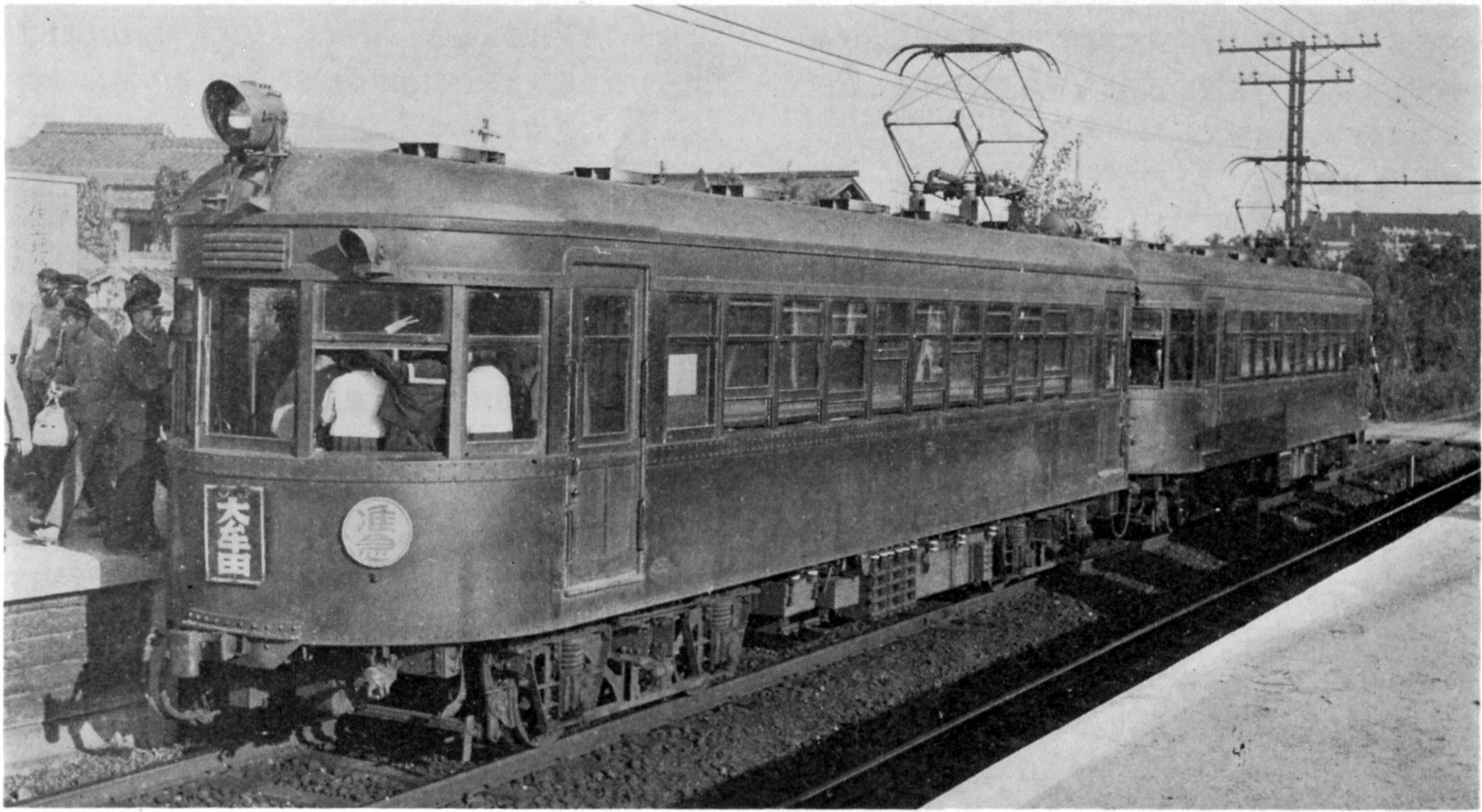
九州鉄道の電車（1940年）

1933年（昭和8年）に入ると、東邦電力と名古屋市当局の間に紛争が発生した。前身の名古屋電灯時代から市との間に存在する報償契約が満期を迎えるにあたり、報償契約にある条項を適用して市が市内電気事業の市営化を目指したことで発生したものである。市営化は結局実現しなかったが、その間に関西駐在常務として進藤が市との交渉にあたるも経過が思わしくないとして1933年（昭和8年）2月の異動で外され（専務の海東要造が交渉担当となる）、進藤は常務兼関連部長となった。この「関連部」は東邦電力傘下企業との事務的連絡をとるための部署である。次いで同年6月、福岡県の鉄道会社九州鉄道株式会社の社長に就任した。以後1936年（昭和11年）までは東邦電力常務との兼任である。
九州鉄道というのは、福岡市外へ鉄道を建設すべく、伊丹弥太郎や松永安左エ門ら旧九州電灯鉄道関係者が1915年（大正4年）に設立していた鉄道会社である。1922年（大正11年）の増資に際して東邦電力が主要株主となっていた。1924年（大正13年）、現在の西鉄天神大牟田線の一部にあたる福岡から久留米までの区間を開通させ九州鉄道は開業する。開業後、1920年代を通じて旅客数は増加を続け、会社では年率6%の配当を実施していたが、1930年（昭和5年）より営業成績が悪化し始め、翌年には無配に転落した。無配を継続する最中の1933年6月、前任者海東要造にかわって進藤はこの九州鉄道の社長となった。経営再建に進藤が呼び出されたのは、松永によると東邦電力の社員中で最も「戦闘力」があるためという。
九州鉄道は早くから久留米からさらに南下して福岡県南部の大牟田市へと路線を延伸する構想を持っており、1927年（昭和2年）には大牟田までの鉄道敷設免許を保有していた大川鉄道を傘下に収めていた。大牟田方面への延伸を実現するため久留米から大川鉄道に接続する津福までの区間を1932年（昭和7年）に開業させたが、九州鉄道・大川鉄道ともに経営不振でこれより先への延伸は停滞した。その上、進藤の社長就任後の1933年10月、前社長の海東要造と前支配人が商法違反などの容疑で逮捕されるという事件が発生する（九鉄事件）。この事態を受けて九州鉄道は人員整理を含む社内整理を断行し、大牟田延伸も一旦凍結するに至った。
1936年、経営再建の一環として大牟田延伸計画が復活。翌年九州鉄道は大川鉄道を合併するが、この際に4割減資の上で建設費に充てるため株式の払込金を追加徴収する、という株主に負担を強いる処理を断行し、大牟田延伸に着手した。1937年（昭和12年）10月、まず柳川までの区間が完成。その後も順次南下して1938年（昭和13年）10月に大牟田市内の栄町まで到達、翌年大牟田駅乗り入れを果たした。この延伸に際して大牟田駅までの用地買収が難航したが、進藤が話をつけて解決したという。重化学工業の拠点となっていた大牟田へと延伸した影響は大きく、延伸による利用客の急増で経営は好転し、1940年（昭和15年）下期には復配を達成している。
九州鉄道が大牟田延伸を果たした前後、電力業界では国策会社日本発送電の設立（1939年4月）を中心とする電力の国家管理が進行していた。1940年代に入り電力国家管理政策が既存事業者の解体を意味する配電統制にまで及ぶと、東邦電力は会社の存続を不可能と判断（実際に1942年4月解散するに至る）、傘下にあった九州鉄道と福岡市内の路面電車事業を担当する福博電車の2社の株式処分を決断した。株式の売却先は、当時福岡県内の交通事業の統合を目指していた北九州の鉄道会社九州電気軌道で、1940年（昭和15年）12月、株式が譲渡されて九州鉄道・福博電車の筆頭株主は九州電気軌道に代わった。だがこういった手続きは東邦電力会長の松永安左エ門と社長の竹岡陽一、九州電気軌道社長の村上巧児の3者によって進められたもので、九州鉄道社長である進藤は意思決定の埒外に置かれていた。このことから九州電気軌道と進藤の間には軋轢を生じたという。
それから1年余りが経った1942年（昭和17年）1月25日、進藤は福岡市新開町の自宅で療養中のところ胃がんのため死去した。満57歳没。九州鉄道社長在任中であった。後任社長に村上巧児が就いたことで、九州電気軌道による事業統合計画は一挙に前進し、同年9月、九州電気軌道・九州鉄道・福博電車・博多湾鉄道汽船・筑前参宮鉄道の5社合併によって西日本鉄道株式会社が発足した。

## 主な役職
- 九州鉄道株式会社取締役社長：1933年6月30日 - 1942年1月25日（在任中死去）[23]。現・西日本鉄道
  - 福博電車株式会社監査役：1934年10月 - 1941年4月[31]
- 東京電力株式会社常務取締役：1925年3月 - 1928年
- 東邦電力株式会社常務取締役：1928年5月 - 1936年
- 株式会社大同電気製鋼所監査役：1930年4月 - 1938年1月[32]。現・大同特殊鋼。